# Jacquemontia
Jacquemontia är ett släkte av vindeväxter. Jacquemontia ingår i familjen vindeväxter.

## Bildgalleri

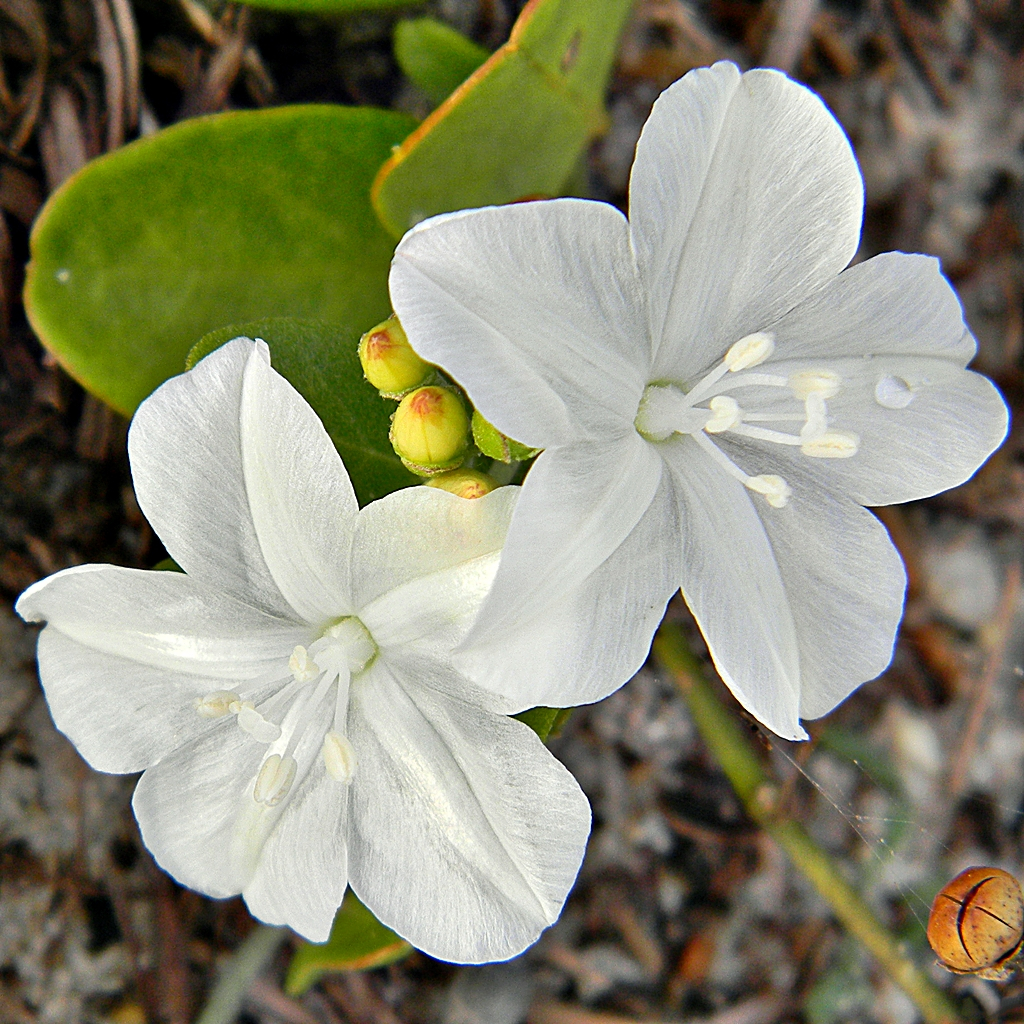
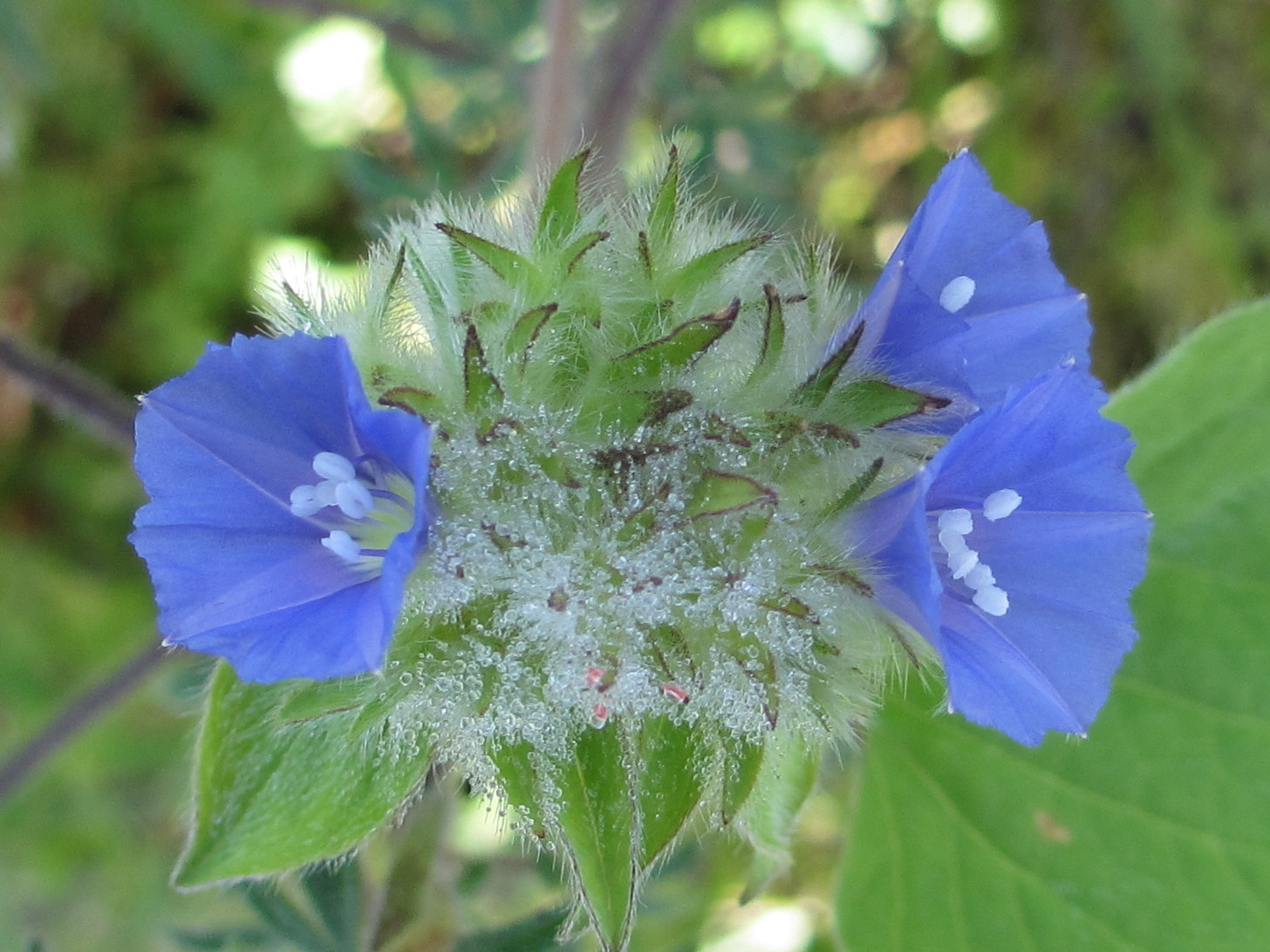
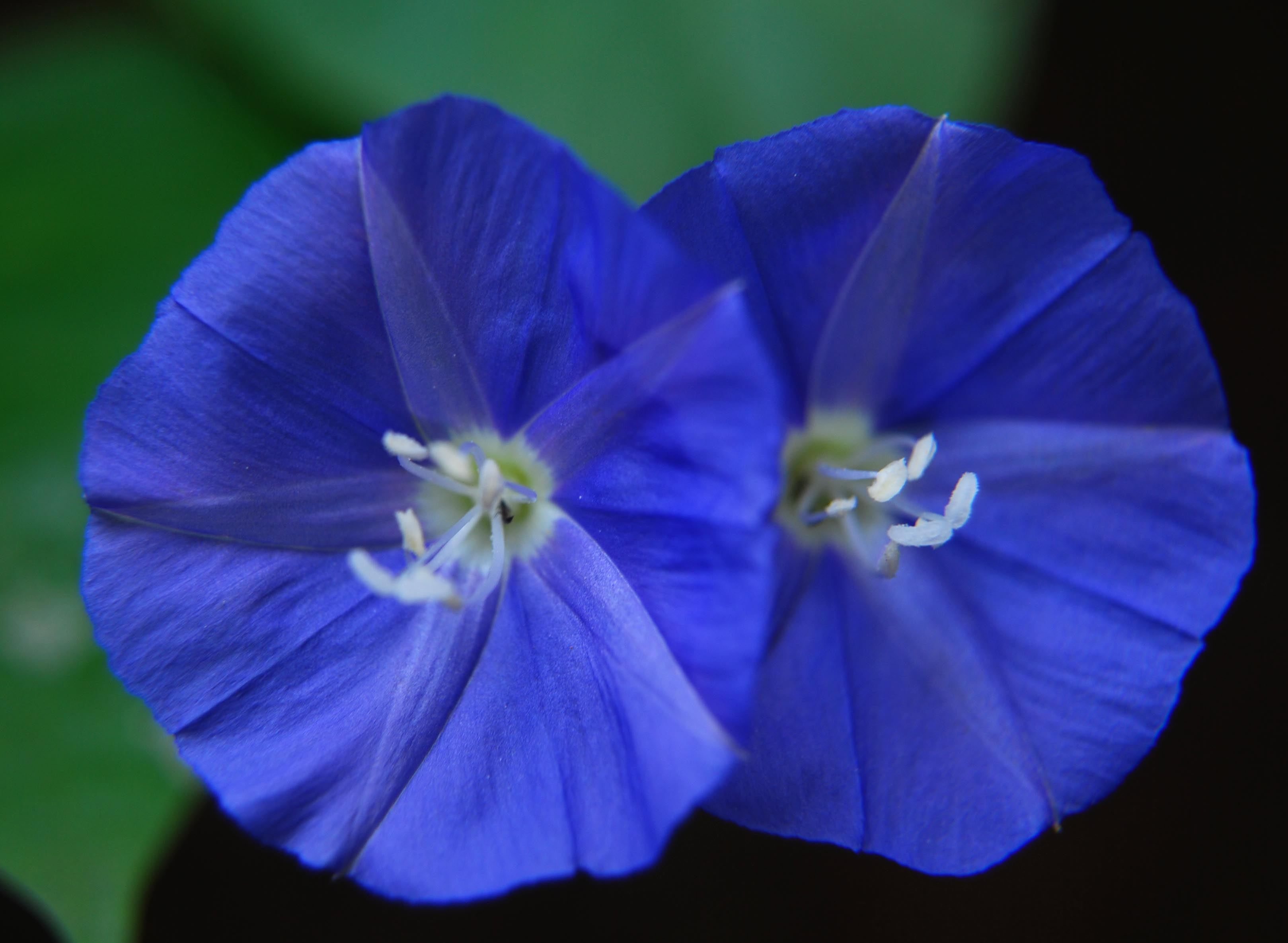
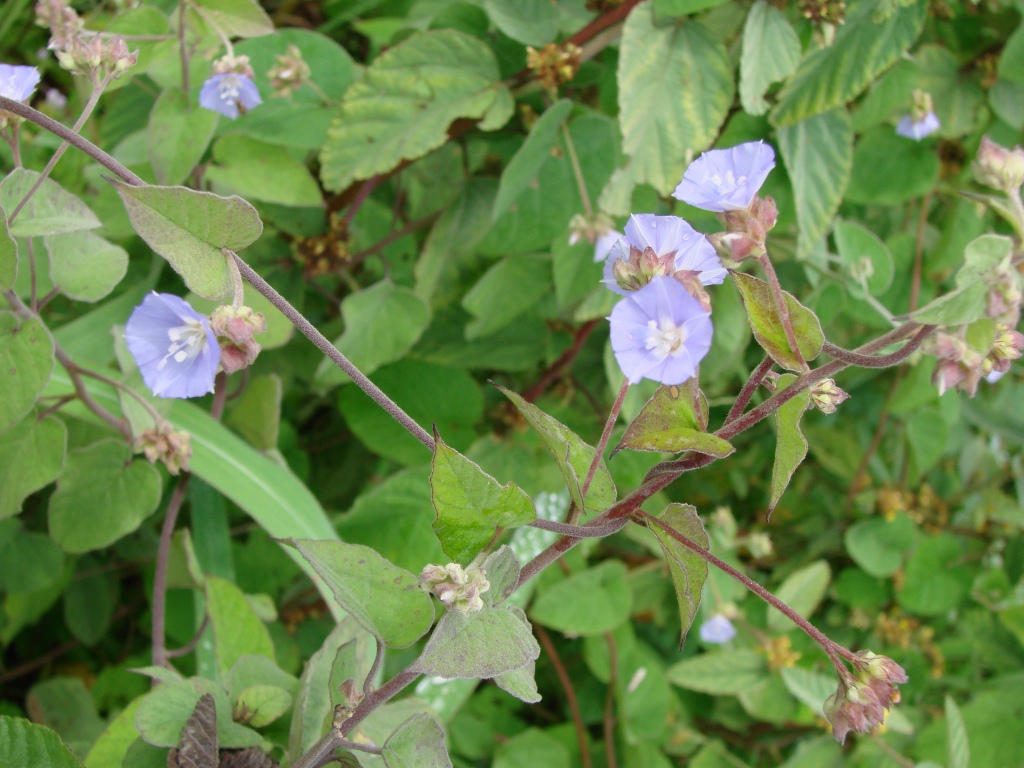
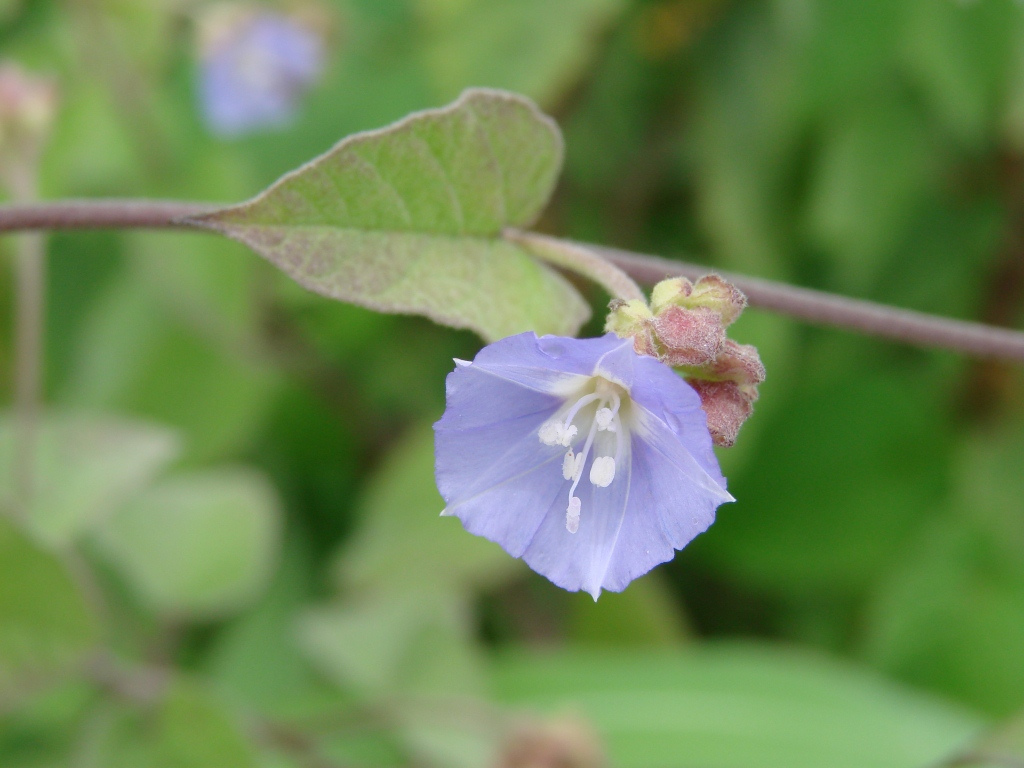
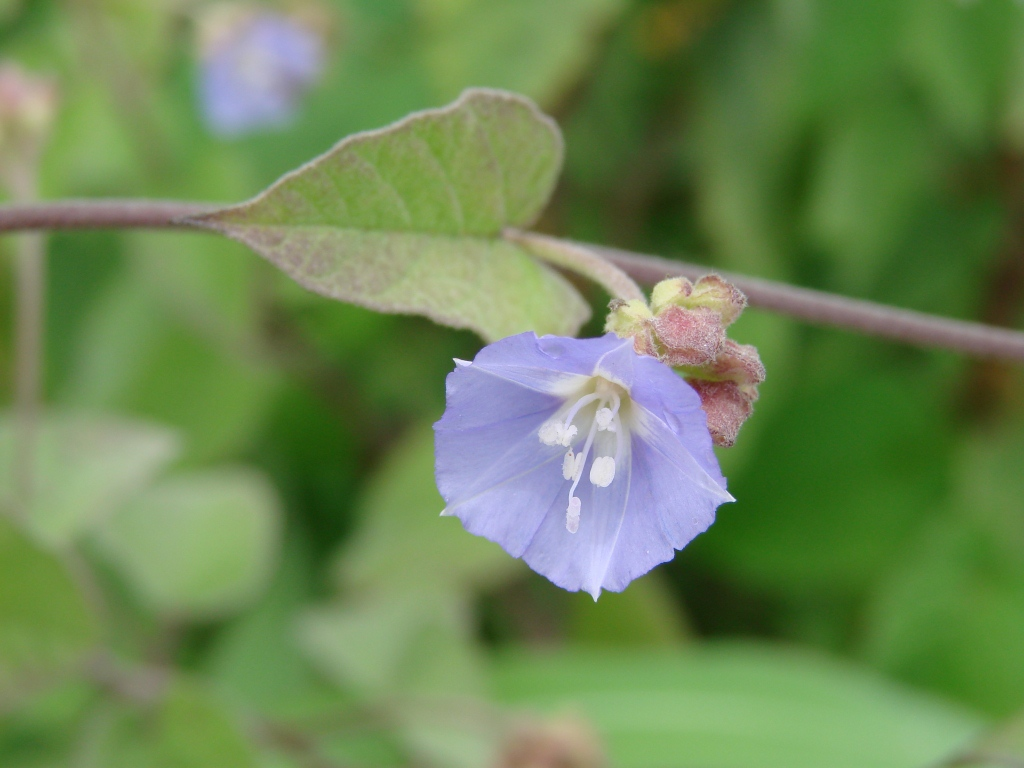

## Dottertaxa tillJacquemontia, i alfabetisk ordning[1]
- Jacquemontia abutiloides
- Jacquemontia acrocephala
- Jacquemontia acuminata
- Jacquemontia agrestis
- Jacquemontia alba
- Jacquemontia albida
- Jacquemontia anomala
- Jacquemontia asarifolia
- Jacquemontia bahiensis
- Jacquemontia bifurcata
- Jacquemontia blanchetii
- Jacquemontia bracteosa
- Jacquemontia browniana
- Jacquemontia caerulea
- Jacquemontia cataractae
- Jacquemontia caudata
- Jacquemontia cayensis
- Jacquemontia cearensis
- Jacquemontia chrysanthera
- Jacquemontia ciliata
- Jacquemontia confusa
- Jacquemontia corymbulosa
- Jacquemontia crassifolia
- Jacquemontia cumanensis
- Jacquemontia curtisii
- Jacquemontia cuyabana
- Jacquemontia decipiens
- Jacquemontia decumbens
- Jacquemontia densiflora
- Jacquemontia diamantinensis
- Jacquemontia eastwoodiana
- Jacquemontia ekmanii
- Jacquemontia elegans
- Jacquemontia erecta
- Jacquemontia estrellensis
- Jacquemontia euricola
- Jacquemontia evolvuloides
- Jacquemontia floribunda
- Jacquemontia fruticulosa
- Jacquemontia fusca
- Jacquemontia glaucescens
- Jacquemontia gracilis
- Jacquemontia gracillima
- Jacquemontia grandiflora
- Jacquemontia grisea
- Jacquemontia guaranitica
- Jacquemontia guyanensis
- Jacquemontia hallieriana
- Jacquemontia havanensis
- Jacquemontia heterantha
- Jacquemontia heterotricha
- Jacquemontia holosericea
- Jacquemontia lasioclados
- Jacquemontia laxiflora
- Jacquemontia linarioides
- Jacquemontia linoides
- Jacquemontia lorentzii
- Jacquemontia macrocalyx
- Jacquemontia martii
- Jacquemontia mexicana
- Jacquemontia montana
- Jacquemontia multiflora
- Jacquemontia nipensis
- Jacquemontia nodiflora
- Jacquemontia nummularia
- Jacquemontia oaxacana
- Jacquemontia ochracea
- Jacquemontia ovalifolia
- Jacquemontia paniculata
- Jacquemontia pannosa
- Jacquemontia paraguayensis
- Jacquemontia parviflora
- Jacquemontia parvifolia
- Jacquemontia pentantha
- Jacquemontia peruviana
- Jacquemontia pinetorum
- Jacquemontia polyantha
- Jacquemontia pringlei
- Jacquemontia prostrata
- Jacquemontia pycnocephala
- Jacquemontia racemosa
- Jacquemontia reclinata
- Jacquemontia revoluta
- Jacquemontia robertsoniana
- Jacquemontia rojasiana
- Jacquemontia rusbyana
- Jacquemontia saxicola
- Jacquemontia selloi
- Jacquemontia serpyllifolia
- Jacquemontia sinuata
- Jacquemontia smithii
- Jacquemontia solanifolia
- Jacquemontia sphaerocephala
- Jacquemontia sphaerostigma
- Jacquemontia spiciflora
- Jacquemontia staplesii
- Jacquemontia subsessilis
- Jacquemontia tamnifolia
- Jacquemontia tomentella
- Jacquemontia tuerckheimii
- Jacquemontia turneroides
- Jacquemontia uleana
- Jacquemontia unilateralis
- Jacquemontia warmingii
- Jacquemontia weberbaueri
- Jacquemontia velloziana
- Jacquemontia velutina
- Jacquemontia verticillata
- Jacquemontia villosissima
- Jacquemontia zollingeri